# تپه ایزوای بدل‌آباد
تپه ایزوای بدل آباد مربوط به هزاره اول قبل از میلاد است و در شهرستان خوی، بخش مرکزی، دهستان دیزج، روستای بدل آباد واقع شده و این اثر در تاریخ ۷ اسفند ۱۳۸۵ با شمارهٔ ثبت ۱۷۶۴۴ به‌عنوان یکی از آثار ملی ایران به ثبت رسیده است.